# Diocletian
Diocletian je novozelandski black/death metal-sastav iz Aucklanda.

## Povijest sastava
Sastav je osnovan 2004. godine, te je nazvan po rimskom caru Dioklecijanu. Svoj prvi EP Decimator snimaju 2007. godine, a iduće još jedan nazvan Sect of Swords te split album Chaos Rising sa sastavom Denouncement Pyre iz Melbournea. Prvi studijski album Doom Cult objavljuju 2009. godine pod irskom izdavačkom kućom Invictus. Sljedeći album objavljuju 2010. godine, nazvan War of All Against All (rat protiv svih, latinski: bellum omnium contra omnes), prema opisu prirodnog stanja Thomasa Hobbesa iz knjiga De Cive i Levijatan. Nakon EP-a European Annihilation iz 2012., iste godine potpisuju za francusku izdavačku kuću Osmose Production te objavljuju kompilaciju Annihilation Rituals te split album Disciples of War s američkim sastavom Weregoat. Njihov treći studijski album Gesundrian objavljen je u svibnju 2014.

## Članovi sastava
Konačna postava
- B. Southwell "Atrociter" — gitara, vokali (2004. – 2015.)
- L. Muir — gitara (2004. – 2008.), vokali (2004. – 2008., 2011. – 2015.), bas-gitara (2011. – 2015.)
- C. Sinclair — bubnjevi (2006. – 2015.)
- J. Baldwin — gitara (2011. – 2015.)

Bivši članovi
- K. Stanley — vokali, bas-gitara
- A. Craft — bubnjevi (2004. – 2005.)
- V. Kusabs — gitara, bas-gitara, vokali (2006. – 2010.)
- S. Bidwell — gitara (2015.)

## Diskografija
Studijski albumi
- Doom Cult (2009.)
- War of All Against All (2010.)
- Gesundrian (2014.)
- Amongst the Flames of a Bvrning God (2019.)

EP-ovi
- Decimator (2007.)
- Sect of Swords (2008.)
- European Annihilation (2012.)

Kompilacija
- Annihilation Rituals (2012.)

Split albumi
- Chaos Rising (sa sastavom Denouncement Pyre, 2008.)
- Disciples of War (sa sastavom Weregoat, 2012.)

## Vanjske poveznice
- Službena stranica